# پیت سینکلر
پیت سینکلر (انگلیسی: Pete Sinclair) نویسنده و فیلم‌نامه‌نویس اهل بریتانیا است.
از فیلم‌ها یا مجموعه‌های تلویزیونی که وی در آن‌ها نقش داشته‌است، می‌توان به قهرمان من و حرکت اشتباه اشاره نمود.